# Spencer's Mountain
Spencer's Mountain is een Amerikaanse familiefilm uit 1963 onder regie van Delmer Daves. De film is gebaseerd op het gelijknamige boek van Earl Hamner jr. en vormde inspiratie voor de televisieserie The Waltons.

## Verhaal
De familie Spencer woont in een bergdorp in Wyoming. Vader Clay heeft - tot ongenoegen van zijn vrouw Olivia en dorpelingen - het geloof losgelaten, maar staat toe dat Olivia de kinderen strenggelovig opvoedt. De oudste zoon Clayboy zal binnenkort zijn schooldiploma halen; Olivia wil een afstudeerring voor hem kopen en spoort Clay daarom aan om langere uren te maken zodat ze genoeg geld hebben om deze ring te kopen. Tijdens deze werkuren gaat hij stiekem naar de rivier om te vissen. Hier ontmoet hij Goodman, met wie hij bevriend raakt en dronken wordt. Goodman blijkt later de nieuwe priester van het dorpje te zijn. De dorpelingen zijn ontdaan dat een priester zich heeft bezat en bezoeken zijn kerk niet. Clay wordt hier zo boos over en eist een salaris voor al het werk dat hij heeft verricht, als ze niet gaan. 
Omdat Clayboy met hoge cijfers afstudeert, hoopt zijn lerares Parker dat hij naar de universiteit zal gaan. De enige studie waarvoor nog een beschikbare beurs is, is om priester te worden. Clay komt die dag dronken thuis om het afstuderen van zijn zoon te vieren en tekent de papieren betreffende de beurs, zonder te lezen waar hij voor zal gaan leren. Clayboy wordt een bijbaan aangeboden om genoeg geld te verdienen om het studentenleven te kunnen betalen; hij moet een oud huis ombouwen tot de eerste bibliotheek van het dorp. Tijdens deze baan ontmoet hij Claris, de dochter van de baas. De vonk slaat over en het tweetal vormt al gauw een romantisch duo.
Ondanks het harde werken wordt Clayboy afgewezen aan de universiteit, omdat hij geen Latijn heeft geleerd. De afwijzing valt hem zwaar, omdat hij niets liever wil dan het dorp verlaten. Clay weet een deal te sluiten met de universiteit; Clayboy zal gedurende de zomer Latijn studeren en mag daarna - weliswaar zonder beurs - alsnog beginnen met zijn studie. Goodman geeft hem lessen in Latijn, op voorwaarde dat Clay een trouwe kerkganger wordt. Clay stemt in. 
Niet veel later komt de grootvader van de familie om bij een ongeluk met een door Clay omgehakte boom. Hoewel het een klein bedrag is, gaat zijn vermogen naar Clayboy, die na het behalen van zijn certificaat alsnog aan de universiteit wordt toegelaten. De lening die hij zou ontvangen om de rekeningen te betalen, worden hem echter ontnomen. Clay besluit daarop zijn land te verkopen en met het geld kan hij alsnog Clayboy naar de stad sturen.

## Rolverdeling
| Acteur              | Personage                  |
| ------------------- | -------------------------- |
| Henry Fonda         | Clay Spencer               |
| Maureen O'Hara      | Olivia Spencer             |
| James MacArthur     | Clayboy Spencer            |
| Donald Crisp        | Grootvader Zubulon Spencer |
| Wally Cox           | Priester Clyde Goodman     |
| Mimsy Farmer        | Claris Coleman             |
| Virginia Gregg      | Lerares Parker             |
| Lillian Bronson     | Grootmoeder Spencer        |
| Whit Bissell        | Dokter Campbell            |
| Hayden Rorke        | Kolonel Coleman            |
| Kathy Bennett       | Minnie-Cora Cook           |
| Dub Taylor          | Percy Cook                 |
| Hope Summers        | Moeder Ida                 |
| Veronica Cartwright | Becky Spencer              |
| Kym Karath          | Pattie-Cake Spencer        |

## Achtergrond
Actrice Maureen O'Hara was dol op het scenario en accepteerde de rol welwillend, maar vertelde dat Henry Fonda meer moeite had met het project. Fonda gaf voorkeur aan het theater en was ontzet toen hij tot de ontdekking kwam dat zijn agent een rol in het toneelstuk Who's Afraid of Virginia Woolf had afgewezen ten gunste van Spencer's Mountain. De film werd een groot succes in de Verenigde Staten, maar kreeg geen release in Nederland.